# Rivière Don (Ontario)
Pour les articles homonymes, voir Don.
La rivière Don est l'un des deux cours d'eau qui traverse la ville de Toronto, en Ontario, au Canada. Elle se jette dans le lac Ontario.